# Мансур I ибн Нух
Абу́ Са́лих Мансу́р (перс. ابو صالح منصور‎; ум. 13 июня 976), более известный как Мансу́р I (منصور) — эмир Саманидского государства. Его правление характеризовалось слабым управлением и постоянными финансовыми проблемами. Мансур был первым саманидским правителем, который использовал титул царь царей (шахиншах), скорее всего, в ответ своему сопернику, буидскому правителю Рукн ад-Дауле, который также использовал этот титул.

## Приход к власти

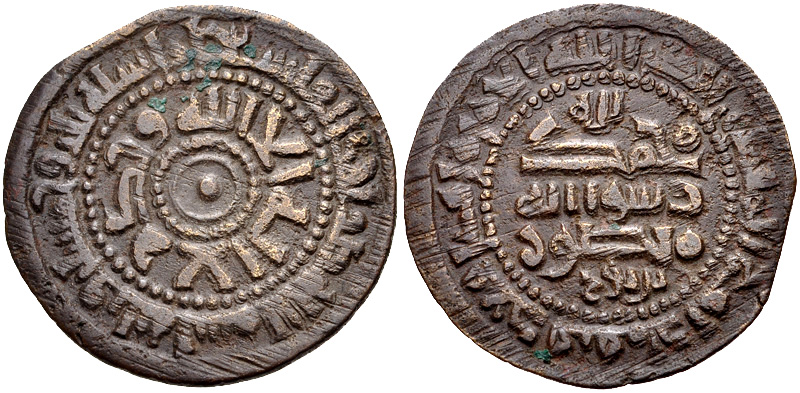
Фелс (Медная монета), отчеканенная с именем Мансура I. Отчеканен в Бухаре, датирован 353 годом хиджры (964/5 г. н. э.)

Со времени правления Нуха I (943—954 гг.) в Саманидском государстве начали возникать некоторые трудности, а именно финансовые. Недовольство в армии и появление могущественных соседних династий, таких как Буиды. Внутренние раздоры, нехватка способных визирей и растущая власть тюркских солдат-рабов (гулямов) также ослабили Саманидов. Смерть брата Мансура Абд аль-Малика I в конце 961 года вызвала кризис престолонаследия. Гулямы, которые фактически контролировали правительство, разделились по поводу того, кто должен сменить Абд аль-Малика. Алп-Тегин, лидер гулямов и наместник Хорасана, поддержал сына Абд аль-Малика, в то время как Фаик аль-Хасса, знавший Мансура с детства, настаивал на коронации последнего. Мансур и Фаик в конце концов одержали победу; Алп-тегин бежал в Газни, которая стала отдельным владением, где в конечном итоге образовалась династия Газневидов. По словам Наршахи, Саманиды находились в ужасном состоянии после смерти Абд аль-Малика. Несмотря на это, современный историк К. Э. Босуорт утверждает, что:
«Правление Мансура можно рассматривать как последнее, в котором структура империи держалась прочно, так что её процветание вызвало благосклонные комментария со стороны посторонних».

## Правление

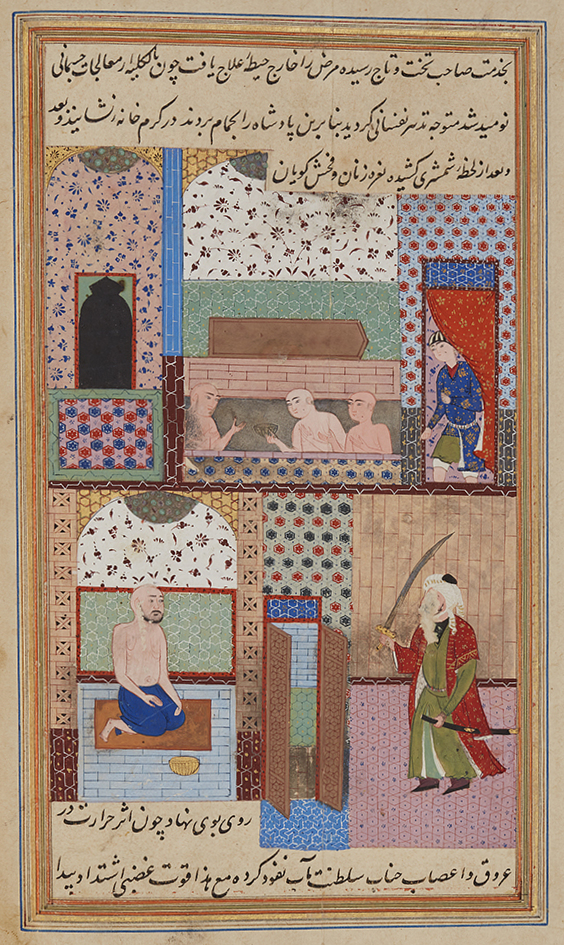
Миниатюра, иллюстрирующая анекдот, в котором Абу Бакр ар-Рази (изображённый с мечом) разыгрывает трюк, чтобы вылечить Мансура I. Фолиант из манускрипта Нигаристана, Иран, Шираз, датированный 1573-74 годами.

Чтобы выследить и убить мятежного Алп-Тегина, Мансур назначил Абу Мансура Мухаммада наместником Хорасана и направил бороться с гулямом. Однако Абу Мансуру не удалось убить его. Алп-Тегин убежал в Балх. Абу Мансур, опасавшийся гнева своего господина, перешёл на сторону буидского правителя Рукн ад-Даулы. Мансур быстро назначил Абу-ль-Хасана Мухаммада Симджури новым наместнком Хорасана и послал его разобраться с мятежным Абу Мансуром, что последнему и удалось сделать.
Установив стабильность в Хорасане, Симджури вскоре вступил в войну с Буидами, которые в том же году изгнали вассалов Саманидов — Зияридов из Табаристана и Горгана на южных берегах Каспийского моря. Смерть Вушмагира, зияридского правителя, несколько лет спустя привела к прекращению военных действий, и Буид Азуд ад-Доуле был вынужден платить дань Саманидам. Однако эта дань длилась недолго, и Мансур по-прежнему испытывал трудности с получением денег. Буиды продолжали выступать против позиции Саманидов; Азуд ад-Доуле вырвал Керман у бану Ильяс, номинальных вассалов Саманидов, и фактически изгнал Абуса, сына Вушмагира и саманидского кандидата на его место, из Табаристана и Гургана.
В 969 году Саффарид Халаф ибн Ахмад прибыл ко двору Саманидов, прося помощи против своего брата Абу-ль-Хусейна Тахира. Была оказана военная помощь, хотя смерть Тахира в 970 году оказалась гораздо более эффективной, чем помощь Саманидов. Сын Тахира, Хусейн в конце концов продолжил борьбу и заручился поддержкой Саманидов; впоследствии дань, посылаемая Халафом, прекратилась. В 975 году Мансур назначил визирем Абу Абдаллаха Ахмада Джайхани, внука Абу Абдаллаха Джайхани, но тот оказался неспособным остановить упадок Саманидов. Мансур умер в следующем году, и ему наследовал его сын Нух II.
При Мансуре чеканился золотой дирхем. Общее оформление монеты было аналогично серебряному дирхему этого периода, на аверсе монеты чеканилось обозначение монетного двора (Бухара или Самарканд), и имя правителя, эмира Мансура I ибн Нуха.

#### На русском языке
- Гафуров Б. Г. Таджики. Древнейшая, древняя и средневековая история. — Душанбе: Ирфон, 1989. — 371+379 с.

#### На других языках
- G̲h̲ulām / Bosworth C.E. // Encyclopaedia of Islam. 2nd ed :  [англ.] : in 12 vol. / edited by B. Lewis; J. Schacht & Ch. Pellat. Assisted by J. Burton-Page, C. Dumont and V. L. Ménage. — Leiden : E.J. Brill, 1991. — Vol. 2. (платн.)
- Sāmānids / Bosworth C.E. // Encyclopaedia of Islam. 2nd ed :  [англ.] : in 12 vol. / edited by B. Lewis; J. Schacht & Ch. Pellat. Assisted by J. Burton-Page, C. Dumont and V. L. Ménage. — Leiden : E.J. Brill, 1991. — Vol. 2. (платн.)
- Abbasid Caliphate / Bosworth C.E. // Encyclopædia Iranica [Электронный ресурс] :  [англ.] / ed. by E. Yarshater. — 1982. — Vol. I, Fasc. 1. — P. 89—95.
- ʿAbd-al-Malek b. Nūḥ b. Naṣr / Bosworth C.E. // Encyclopædia Iranica [Электронный ресурс] :  [англ.] / ed. by E. Yarshater. — 1982. — Vol. I, Fasc. 2. — P. 128.
- Esmāʿīl, b. Aḥmad b. Asad Sāmānī, Abū Ebrāhīm / Bosworth C.E. // Encyclopædia Iranica [Электронный ресурс] :  [англ.] / ed. by E. Yarshater. — 1998. — Vol. VIII, Fasc. 6. — P. 636—637.
- Manṣur b. Nuḥ / Bosworth C.E. // Encyclopædia Iranica [Электронный ресурс] :  [англ.] / ed. by E. Yarshater. — 2002.
- Frye R. N. Samanids // The Cambridge History of Iran (англ.) / edited by Richard N. Frye. — Cambridge: Cambridge University Press, 1975. — Vol. IV: The Period from the Arab Invasion to the Saljuqs. — P. 136—161. — 734 p. — ISBN 0-521-20093-8.
- Zarrinkoub, Ruzbeh; Negahban, Farzin (2008). «ʿAbd al-Malik I». In Madelung, Wilferd; Daftary, Farhad (eds.). Encyclopaedia Islamica Online. Brill Online.